# Psittacule de Desmarest
Psittaculirostris desmarestii
Espèce
Statut de conservation UICN

 LC  : Préoccupation mineure
Statut CITES
Le Psittacule de Desmarest (Psittaculirostris desmarestii) est une espèce d'oiseau de la famille des Psittacidae.

## Habitat et répartition
Il vit dans les mangroves, forêts tropicales et de nuage du nord-ouest de la Nouvelle-Guinée.